# Augusto, Duque de Dalarna
Nicolau Augusto (Ekerö, 24 de agosto de 1831 – Estocolmo, 4 de março de 1873) foi o quinto e último filho do rei Óscar I da Suécia e de sua esposa, a princesa Josefina de Leuchtenberg.

## Biografia

### Início de vida
Nascido no Palácio de Drottningholm em Ekerö, no Condado de Estocolmo, seu irmão mais velho foi o rei Carlos XV da Suécia.
Durante os anos de 1849-1853, ele foi aluno da Universidade de Uppsala. Em 10 de dezembro de 1851, ele foi nomeado membro honorário da Academia Real das Ciências da Suécia.

### Casamento
Em 16 de abril de 1864 em Altemburgo, o duque casou-se com a princesa Teresa Amélia de Saxe-Altemburgo (Ansbach, 21 de dezembro de 1836 - Palácio de Haga, Estocolmo, 9 de novembro de 1914), Duquesa da Saxônia, filha mais velha do príncipe Eduardo de Saxe-Altemburgo. O casamento não produziu filhos. Na Suécia, o nome de sua esposa era "Teresia".
O príncipe era muito interessado em trens e locomotivas, e uma locomotiva recebeu o nome dele. Como se pensava que o príncipe não era muito inteligente, isso levou à expressão "dummare än tåget" ("mais estúpido que o trem"), expressão ainda em uso no idioma sueco.
O príncipe Augusto morreu aos 41 anos de pneumonia no Palácio de Estocolmo, Estocolmo.

## Brasões
| Brasão de Augusto como Duque de Dalarna e Príncipe da Suécia e Noruega (1831–1844) | Brasão de Augusto como Duque de Dalarna e Príncipe da Suécia e Noruega (1844–1873) |